# Mennydörgésmadár

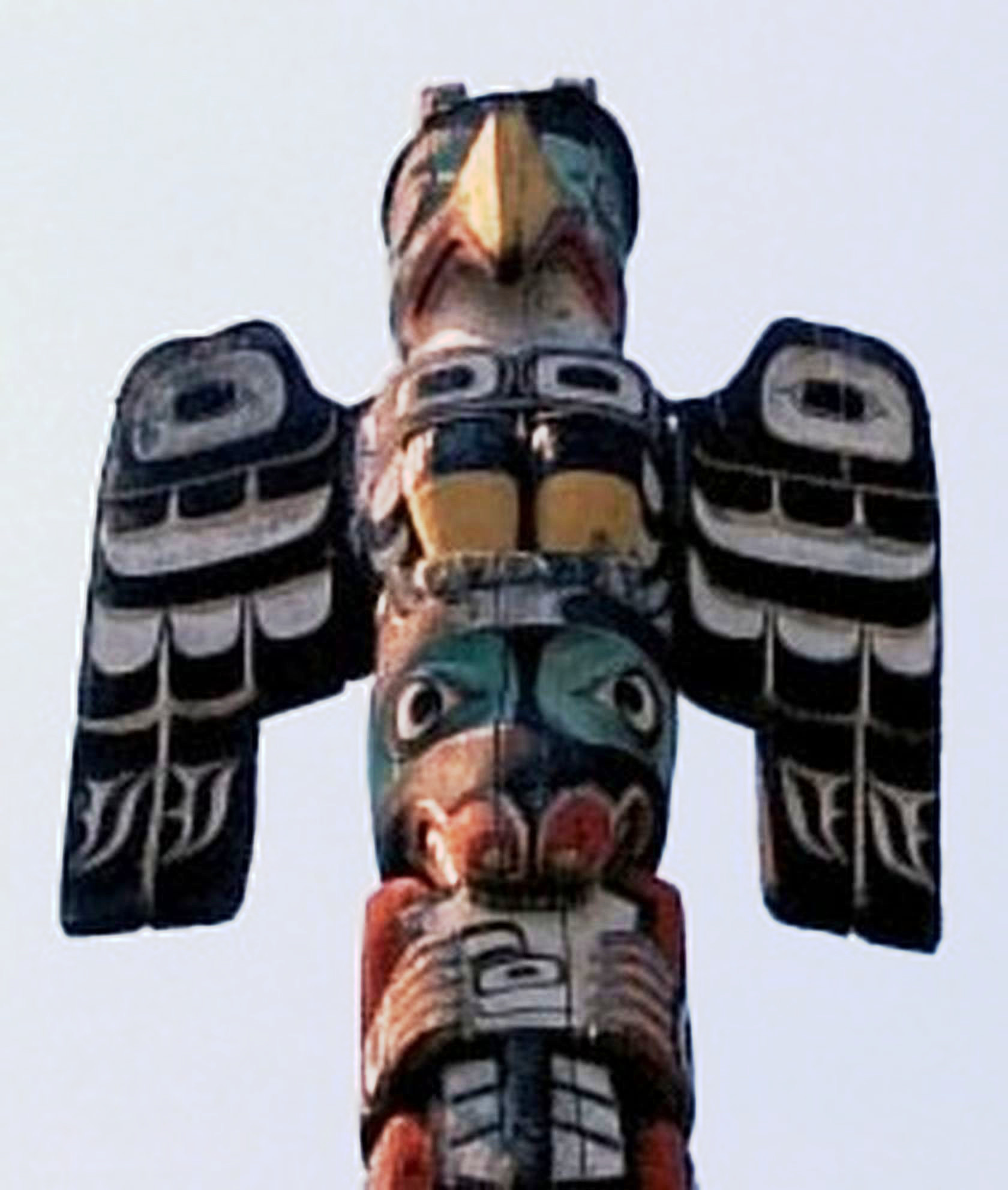
Egy mennydörgéstmadarat ábrázoló totemoszlop.

A mennydörgésmadár gyakori mitológiai szereplő és szimbólum az amerikai indián őslakók kultúrájában. Egy hatalmas, természetfölötti, sasszerű madárnak képzelték el, mely mind méretében, mind erejében felülmúlta a földi teremtményeket. Különösen kedvelt téma az északnyugati partvidéki indiánok művészetében, dalaikban és eredettörténeteikben, emellett még változatos formákban ábrázolják Délnyugat-Amerikában, valamint a Nagy-tavak és síksági indiánok területein.

## Elnevezés
A mennydörgésmadár elnevezése abból az elképzelésből származik, miszerint szárnycsapásaival mennydörgést és szélvihart idéz elő és szemei villámokat szórnak. A lakoták wakį́yąnak hívták, melyet a wakhą („szent”) és kįyą („szárnyas”) szavakból raktak össze.

## Eredet
Lehetséges, hogy a mennydörgésmadár megjelenése az amerikai indián folklórban a nagytestű madárfajok jelenlétének köszönhető. Motívuma hasonlít más kultúrák mitológiai madaraira, mint például a Piasza madár-sárkányra.
Az indián őslakosok mélyen spirituális nép voltak. Geometrikus szimbólumok egész tárházát fejlesztették ki gondolataik közlésére. A mennydörgésmadár egy különösen fontos szimbólum a kultúrájukban és művészetükben. Sokszínűen ábrázolták; alakja feltűnt totemeken, edényeken és barlangfestményeken.